# Фабричнов Василь Васильович
Василь Васильович Фабричнов (5 квітня 1925, Сурміно, Одинцовський район, Московська область — 16 лютого 1945, Смоленськ) — сержант Робітничо-селянської Червоної Армії, учасник німецько-радянської війни, Герой Радянського Союзу (1945).

## Біографія

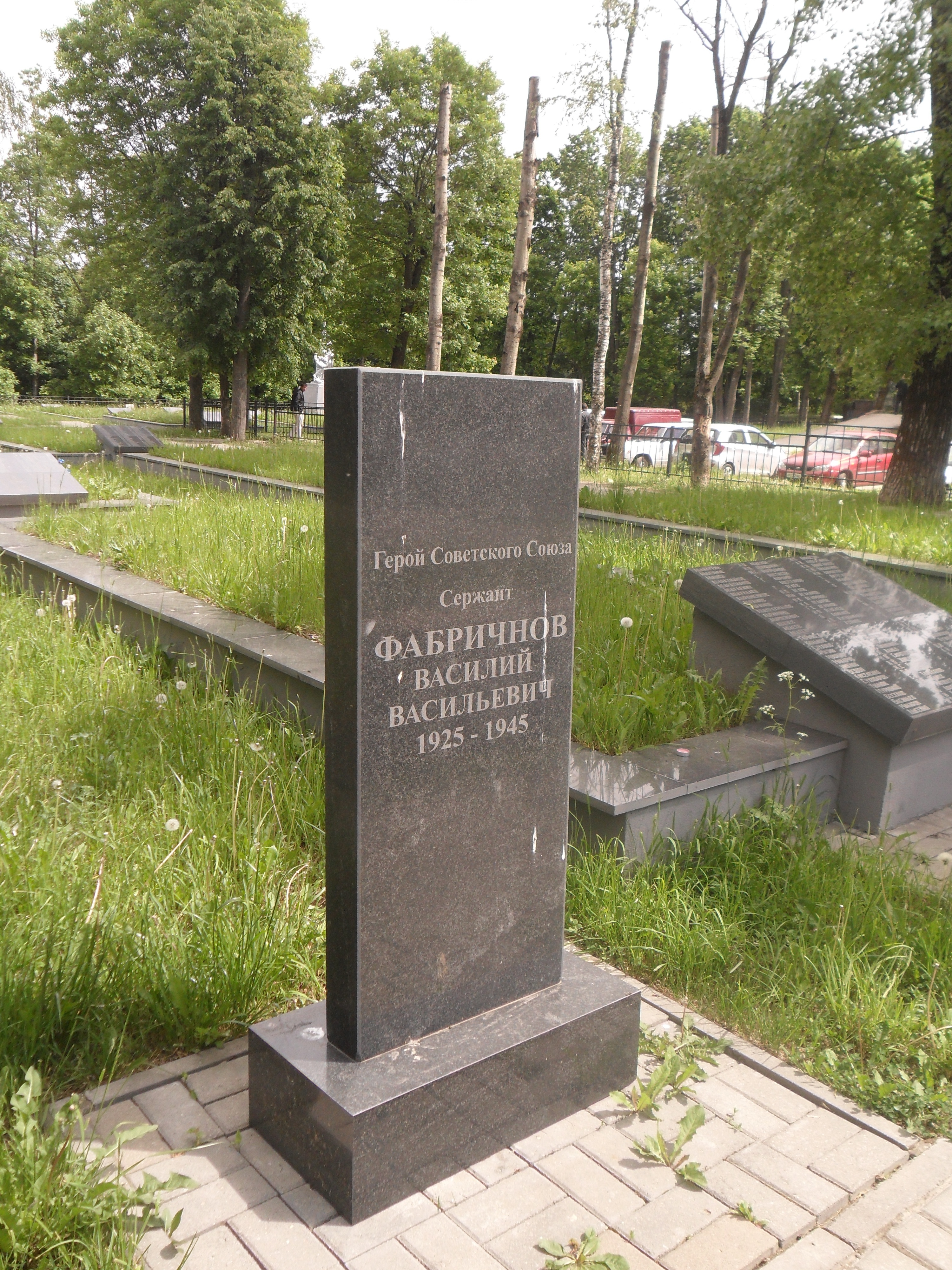
Могила Фабричнова на Покровському кладовищі Смоленська.

Василь Фабричнов народився 5 квітня 1925 року в селі Сурміно Одинцовського району Московської області в селянській родині. В 1930-і роки разом з родиною переїхав до міста Звенигород, де закінчив п'ять класів школи. У листопаді-грудні 1941 року був на тимчасово окупованій німецькими військами території. Після звільнення Сурміно Фабричнов поступив на навчання в ремісниче училище № 9 міста Рошаль Шатурського району, потім працював в одній із звенигородських шевських майстерень. У квітні 1943 році призваний на службу в Робітничо-селянську Червону Армію. З червня того ж року — на фронтах німецько-радянської війни. Брав участь у боях на Західному, Брянському, Прибалтійському, 1-му та 2-му Прибалтійському, 3-му Білоруському фронтах. Брав участь в Курській битві, Брянській, Невельскій, Городоцькій, Білоруській операціях, форсуванні Німану. До літа 1944 року гвардії сержант Василь Фабричнов командував кулеметним розрахунком 12-го гвардійського стрілецького полку 5-ї гвардійської стрілецької дивізії 11-ї гвардійської армії 3-го Білоруського фронту. Відзначився під час визволення Білоруської РСР.
28 червня 1944 року поблизу села Шкорнівка Крупського району Мінської області Фабричнов знищив близько взводу ворожих солдатів та офіцерів. 1 липня 1944 року він одним з перших переправився через Березину в районі міста Борисова та кулеметним вогнем прикривав переправу полкових підрозділів. У ніч з 13 на 14 липня 1944 року на саморобному плоту Фабричнов переправився через Німан в районі населеного пункту Меречь (нині — Мяркіне Варненського району Литви). 16 липня в бою на плацдармі отримав важке поранення і був направлений в тиловій госпіталь. Від отриманих поранень помер 16 лютого 1945 року. Похований на Покровському кладовищі Смоленська.
Указом Президії Верховної Ради СРСР від 24 березня 1945 «за зразкове виконання бойових завдань командування на фронті боротьби з німецькими загарбниками та проявлені при цьому відвагу та геройство» гвардії сержант Василь Фабричнов посмертно був удостоєний високого звання Героя Радянського Союзу. Також нагороджений орденом Леніна.